# Folhetim televisivo
[carece de fontes?]
O folhetim televisivo é um gênero televisual do campo da ficção, próximo da série televisiva, com esta diferença que o folhetim é uma história parcelada, cujos segmentos são chamados capítulos, sendo que cada um é uma continuação do precedente, contrariamente à série televisiva, que é uma sucessão de histórias independentes (chamadas episódios), com um único laço a presença de um ou vários personagens recorrentes.
Folhetins de longa duração, com muitos capítulos, são chamados de telenovelas. Folhetins de curta duração, com poucos capítulos, são chamados de minisséries.